# Сурнин, Владимир
Владимир Сурнин (1 августа 1875, Мстиславль — 21 августа 1942, Балтимор) — российский и американский шахматист.

## Спортивные достижения
| Год  | Город           | Турнир                                    | + | − | = | Результат | Место |
| ---- | --------------- | ----------------------------------------- | - | - | - | --------- | ----- |
| 1911 | Санкт-Петербург | Всероссийский турнир сильнейших любителей |   |   |   | 7½ из     | 19    |
| 1921 | Атлантик-Сити   | 8-й американский конгресс                 | 4 | 3 | 4 | 6 из 11   | 5—6   |
| 1923 |                 | 9-й американский конгресс                 | 4 | 6 | 3 | 5½ из 13  | 9     |